# Deuxième partage de la Pologne
Pour un article plus général, voir Partages de la Pologne.

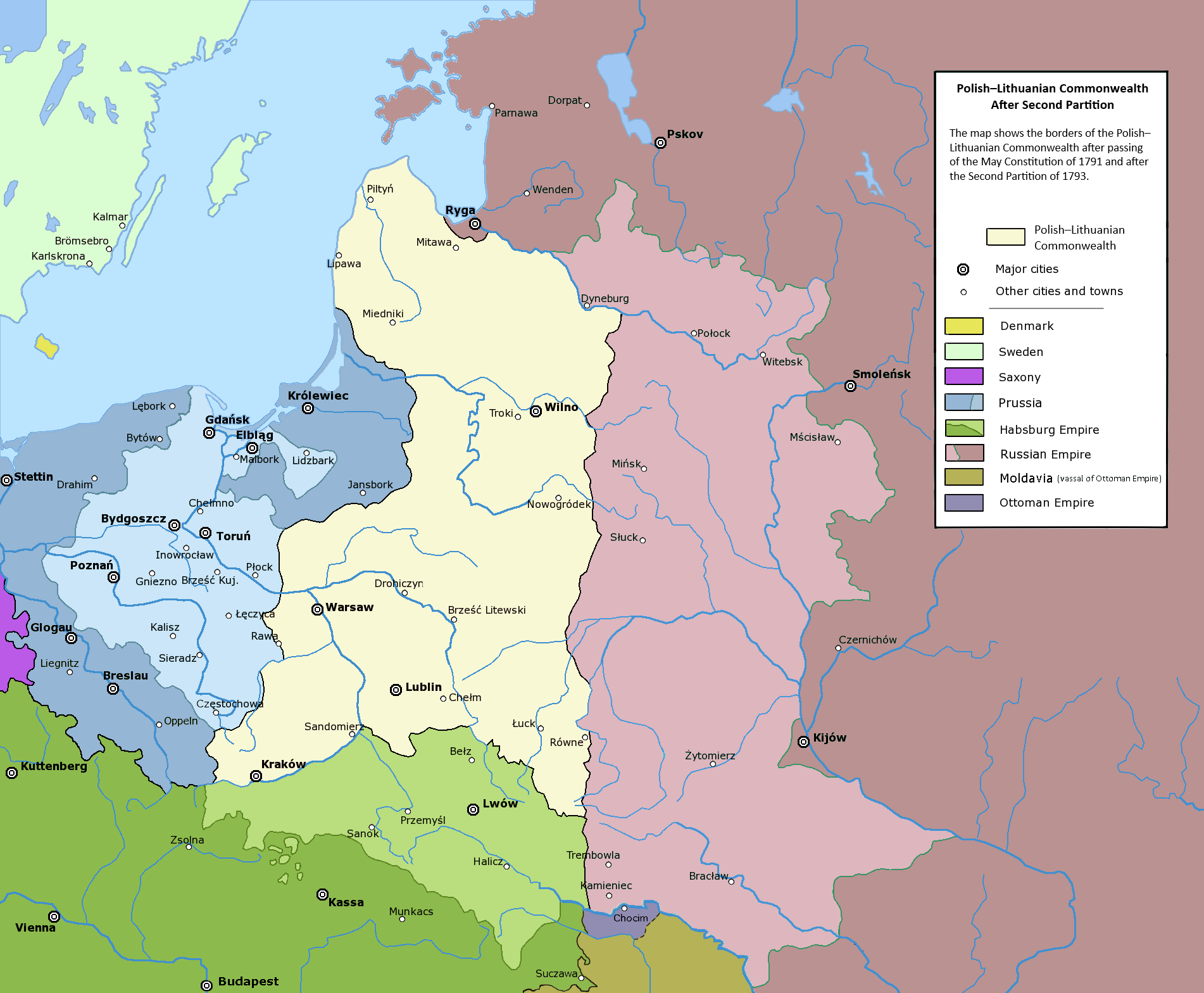
La Pologne après le deuxième partage de (1793).

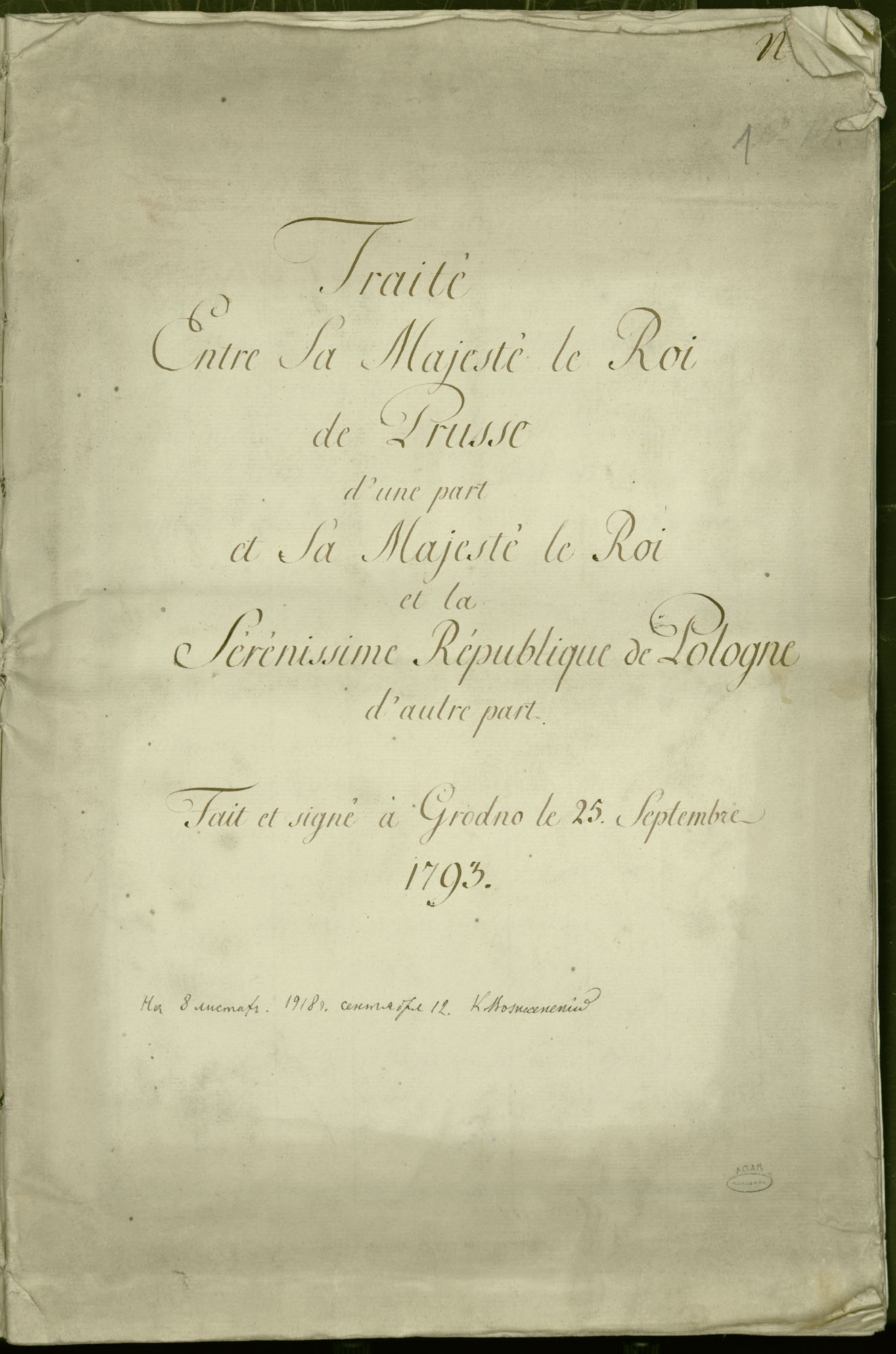
Le traité de partage de 1793.

Le deuxième partage de la Pologne, second des trois partages qui ont mis fin à l'existence de la république des Deux Nations (Pologne-Lituanie) en 1795, est réalisé en janvier 1793 entre la Russie de Catherine II et la Prusse de Frédéric-Guillaume II, au lendemain de la guerre russo-polonaise de 1792, due aux tentatives de réformes effectuées en Pologne depuis 1788, notamment à la promulgation de la constitution du 3 mai 1791.
Le traité de partition est ratifié par la Diète polonaise, réunie à Grodno, au cours de l'année 1793.

## Contexte

### La période des réformes: la Diète de Quatre ans
Depuis 1788, la république des Deux Nations, soumise depuis des années au protectorat de la Russie, victime en 1772 d'un premier partage (entre la Russie, la Prusse et l'Autriche) est lancée dans un processus de réformes mené par la Grande Diète en accord avec le roi Stanislas Auguste Poniatowski. Outre le renforcement de l'armée, il s'agit d'une réforme institutionnelle visant à renforcer le pouvoir du gouvernement, qui aboutit avec la promulgation de la constitution du 3 mai 1791.
Alors que la Russie est depuis 1787 occupée par une guerre avec la Turquie, la Pologne a conclu avec la Prusse une alliance, le traité d'alliance et d'amitié entre la Pologne-Lituanie et la Prusse, dans l'espoir que la Pologne puisse dispose d'un allié capable de la protéger pendant qu'elle se réformera.

### Le contexte international
Depuis 1787, l'armée russe est occupée par une guerre contre la Turquie ; celle-ci reçoit l'aide de la Suède, qui fait peser une menace sur la capitale, Saint-Pétersbourg. La Russie subit une défaite navale dans le détroit de Svensksund le 10 juillet 1790. Cependant, la Suède signe la paix dès le 14 août (statu quo ante). De son côté, la Russie bénéficie de l'assistance de l'Autriche contre la Turquie, mais après la mort de Joseph II (20 février), son successeur Léopold II cherche à se retirer de ce conflit. Après une campagne difficile en 1791, la Russie réussit à s'imposer et la paix est signée avec la Turquie en janvier 1792.
Le 29 mars 1790, la Pologne conclut avec la Prusse de Frédéric-Guillaume II une alliance, le Traité d'alliance et d'amitié entre la Pologne-Lituanie et la Prusse, dans l'espoir de disposer d'un allié capable de la protéger pendant qu'elle se réforme. Les relations ne sont en effet pas très bonnes entre la Prusse d'une part, la Russie et l'Autriche d'autre part.
Une réconciliation va s'opérer à cause d'un problème apparu en 1789-1790 : celui de la Révolution française. Leopold II est enclin à soutenir le camp des royalistes les plus convaincus, où se trouve notamment sa sœur, la reine Marie-Antoinette, ainsi que les émigrés de plus en plus nombreux. Mais une intervention en France contraint l'Autriche à s'entendre avec la Prusse. Finalement, lorsque le 20 avril 1792, la France déclare la guerre à l'Autriche, la Prusse décide de la soutenir militairement, moyennant des compensations qu'elle envisage de trouver en Pologne.

### Le problème d'un nouveau partage de la Pologne
La Russie, qui après le premier partage de 1772 (entre la Russie, la Prusse et l'Autriche), a conforté sa domination sur la Pologne, à travers le roi Stanislas II Auguste, surveillé par l'ambassadeur à Varsovie, Stackelberg, vise en premier lieu le maintien de son protectorat,,,. , sans exclure l'annexion des territoires les plus méridionaux de la Pologne, en Ukraine. En revanche, l'idée d'un nouveau partage collectif n'est pas une priorité.
En revanche, Frédéric-Guillaume II a des visées sur l'ouest de la Pologne, notamment sur le port de Danzig, qui lui donnerait le contrôle de l'embouchure de la Vistule et renforcerait le lien entre la province de Poméranie et la province de Prusse-Orientale. La Russie souhaitant la participation de la Prusse aux opérations contre la France, un rapprochement des trois puissances de l'est de l'Europe a lieu, au détriment de la Pologne,, malgré le traité de 1790.

### La Russie et les opposants polonais à la constitution de 1791
La promulgation de la constitution a été considérée par la tsarine Catherine II comme un casus belli,,, dans la mesure où la Pologne cherche à se libérer de son emprise. Mais elle n'a pas pu intervenir à cause de la guerre contre la Turquie
La Russie a quelques appuis en Pologne : une partie de la noblesse est opposée à la constitution, qui remet en cause un certain nombre de ses privilèges politiques. Durant l'été 1791, les opposants se liguent et font discrètement appel à l'aide de la Russie dans le but de restaurer ce qu'ils appellent la Liberté dorée,.
À partir de janvier 1792, la Pologne devient le premier souci de Catherine II, dont la propagande affirme que la Pologne est la proie du jacobinisme radical, qui sévit aussi en France. Les opposants polonais vont lui fournir une caution. En mai 1792, ils forment la confédération de Targowica et lancent un appel (rédigé en accord avec le gouvernement russe) justifiant l'intervention militaire de la Russie.
Cet appel est publié le 14 mai et l'armée russe envahit le pays le 18 mai,.

### La guerre russo-polonaise de 1792
Les Prussiens s'abstiennent d'intervenir, contrairement aux espoirs des Polonais. Le roi de Prusse proclame officiellement sa neutralité le 8 juin.
L'armée polonaise, commandée par Joseph Antoine Poniatowski, neveu du roi Stanislas Auguste Poniatowski, assisté par Tadeusz Kosciuszko, connaît quelques succès, notamment à Dubienka (18 juillet), mais insuffisants face aux forces mises en ligne par la Russie, deux fois plus nombreuses.
Le gouvernement russe exerce en même temps une forte pression politique sur le roi. En réponse à sa demande d'armistice, Catherine II exige qu'il se rallie à la confédération de Targowica, c'est-à-dire, entre autres, qu'il dénonce la constitution dont il a doté la Pologne.
Le roi accepte cette exigence (23 juillet 1792), amenant l'armée polonaise à cesser le combat, après un dernier engagement le 26 juillet à Markuszów.

## Le traité de partition (23 janvier 1793)

### Les négociations de la fin de l'année 1792
C'est en décembre que le principe d'un partage, impliquant seulement la Prusse et la Russie, est accepté par Catherine II.
Le texte est assez rapidement rédigé et le traité est signé le 23 janvier 1793, convenant que les réformes polonaises seront abandonnées et que les deux pays recevront des morceaux du territoire polonais.
Les membres de la confédération de Targowica n'envisageaient pas du tout cette issue, mais leurs interventions auprès de l'ambassadeur de la cour de Saint-Pétersbourg restent vaines.

### Contenu du traité
Des clauses politiques concernent l'abandon des réformes effectuées par la Grande Diète.
Sur le plan territorial, la Russie reçoit la voïvodie de Minsk, la voïvodie de Kiev, la voïvodie de Bracław, la voïvodie de Podolie et des parties des voïvodies de Vilnius, Nowogródek, Brest-Litovsk et de la Volhynie (soit au total, 250 000 km2). La Russie organise ces territoires dans les gouvernements Minsk, Podolie et de Volhynie.
La Prusse reçoit les villes de Gdansk (Dantzig) et de Toruń (Thorn), et les voïvodies de Gniezno, Poznań, Sieradz, Kalisz, Płock, Brzesc Kujawski (en), Inowrocław (en), la région de Dobrzyń et une partie des voïvodies de Cracovie, Rawa et Mazovie (soit au total, 58 000 km2). La Prusse organise les territoires nouvellement acquis en une province de Prusse-Méridionale (chef-lieu : Poznań).

### Les difficultés de l'application: le siège de Danzig
Les armées russes ont, dès la fin de la guerre, le contrôle des territoires que le traité va leur attribuer.
En revanche, les troupes prussiennes doivent occuper ce qui leur revient. Elles vont rencontrer une certaine résistance ,, en particulier de la part de la population de Dantzig, qui ne capitulera que le 4 avril 1793. Des contingents doivent être ramenés de France pour mener l'annexion à bien.

### La ratification: la Diète de Grodno
Le gouvernement russe tient à ce que la Diète soit réunie pour ratifier le traité de janvier 1793. L'ambassadeur russe (à cette date, Sievers) formule l'exigence de cette convocation le 3 mai 1793, deuxième anniversaire de la constitution abolie.
La Diète est réunie dans la ville de Grodno, c'est-à-dire sous le contrôle de la Russie, sans craindre de problèmes de la part des habitants de Varsovie.
La plupart des députés et des sénateurs sont proches de la confédération de Targowica. Néanmoins, la ratification ne va pas être obtenue facilement. Au début, le roi affirme que la confédération de Targowica avait pour but le maintien de l'intégrité du pays et qu'elle ne peut pas cautionner le partage.
La Diète va d'abord accepter de ratifier les clauses du traité concernant la Russie, le 22 juillet. En revanche, la réticence vis-à-vis des clauses concernant la Prusse est grande. La ratification n'aura lieu que le 25 septembre au cours d'une séance « muette ».
La Diète de Grodno est la dernière de l'histoire de la république des Deux Nations.

## Les conséquences

### Bilan des pertes subies par la Pologne
Après la seconde partition, la République perd environ 308 000 km2 et est réduite à 217 000 km2). Elle perd environ 2 millions de personnes, seulement environ 3,4 millions de personnes restant en Pologne, un quart de la population d'avant le premier partage (1772), estimée à plus de 14 millions de personnes.

### Réformateurs et conservateurs après le second partage
Les confédérés de Targowica, qui ne s'attendaient pas à une nouvelle partition, et le roi, Stanislas II, qui les a rejoints près de la fin, perdent beaucoup de prestige et de soutien devant la situation,.
Les réformateurs, pour leur part, connaissent un soutien croissant et, en 1794, le soulèvement de Kosciuszko commence. Cette insurrection est finalement vaincue, ce qui entraînera le troisième partage de la Pologne.